# Benamingen van Nederland
Nederland heeft in het binnen- en buitenland verschillende benamingen.

## Historische aanduidingen
Het huidige Nederland bestaat pas sinds 1830, na de afscheiding van België. Daarvoor werden er verschillende namen gebruikt om het gebied of delen van het huidige gebied aan te duiden:
- Germania Secunda
- Gallia Belgica
- Lage Landen (in het Frans Pays-Bas), zie ook benamingen van de Lage Landen
- Bourgondische Kreits
- Spaanse Nederlanden
- Habsburgse Nederlanden
- Republiek der Zeven Verenigde Nederlanden (confederatie, 1588 -1795), met talloze naamvarianten zoals 
  - De Republiek
  - Hollandse Republiek
  - Republiek der Verenigde Nederlanden
  - Republiek der Verenigde Provinciën
  - Republiek der Zeven Provinciën
  - Republiek der Zeven Verenigde Nederlanden
  - Republiek der Zeven Verenigde Provinciën
  - Verenigde Provinciën
  - Verenigde Provinciën der Nederlanden
  - De Verenigde Gewesten
  - De Zeven Verenigde Gewesten
  - Belgica Foederata of Belgium Foederatum
- Verenigde Nederlandse Staten (januari tot december 1790)
- Soeverein vorstendom der Verenigde Nederlanden (1813-1815)
- Bataafse Republiek en Koninkrijk Holland in de Franse tijd.
- Koninkrijk der Nederlanden (sinds 1813). Deze bijzondere meervoudsvorm gaat terug op de tijd van het ontstaan van het land, te weten de afscheiding van de Spaanse Nederlanden ten tijde van de Tachtigjarige Oorlog en besloten bij de Vrede van Münster in 1648. Op dat moment werd een unie opgericht, min of meer vergelijkbaar met aspecten van de huidige Europese Unie, die zich Republiek der Zeven Verenigde Nederlanden noemde. Nederland was lange tijd een republiek en werd na de napoleontische oorlogen een koninkrijk onder koning Willem I.

Ook het zuidelijk deel van het gebied van de lage landen, kende verschillende namen:
- Germania Inferior
- Zuidelijke Nederlanden
- Oostenrijkse Nederlanden
- Franse Nederlanden (grotendeels in het huidige Frankrijk)

## Benaming in andere talen
De geschiedenis van Nederland en de verschillende namen waarmee het grondgebied is aangeduid, heeft tot gevolg dat in andere talen verschillende namen voor Nederland worden gebruikt.

## Variaties van "Nederland"
| Taal             | Nederland(en)                                          | Lage landen       | Holland                                                                    | Diets         |
| ---------------- | ------------------------------------------------------ | ----------------- | -------------------------------------------------------------------------- | ------------- |
| Afrikaans        | Nederland                                              | Lae Lande         | Holland                                                                    | Diets (bnw)   |
| Arabisch         | هولندا                                                 | البلدان المنخفضة  | هولندا                                                                     |               |
| Aragonees        | neerlandés (bnw)                                       | Países Baxos      | Olanda                                                                     |               |
| Asturisch        |                                                        |                   | Holanda                                                                    |               |
| Bretons          |                                                        | Izelvroioù        | Holland                                                                    |               |
| Bulgaars         | Нидерландия                                            | Холандия и Белгия | Холандия                                                                   |               |
| Catalaans        | neerlandès (bnw)                                       | Països Baixos     | Holanda                                                                    |               |
| Chinees          | Nídélán 尼德兰                                         | 低地国家          | Hélán 荷蘭 / 荷兰                                                          |               |
| Deens            | Nederlandene                                           | Lave Lande        | Holland                                                                    |               |
| Duits            | Niederlande                                            |                   | Holland                                                                    |               |
| Engels           | Netherlands                                            | Low Countries     | Holland                                                                    | Dutch (bnw)   |
| Esperanto        | Nederlando                                             | Malaltaj Landoj   | Holando                                                                    |               |
| Estisch          |                                                        |                   | Holland                                                                    |               |
| Fins             |                                                        | Alankomaat        | Hollanti                                                                   |               |
| Frans            | néérlandais (bnw)                                      | Pays-Bas          | Hollande                                                                   | Thiois        |
| Fries            | Nederlân                                               | Lege Lannen       | Hollân                                                                     |               |
| Galicisch        | neerlandés (bnw)                                       | Países Baixos     | Holanda                                                                    |               |
| Georgisch        | ნიდერლანდი, ნიდერლანდები (Niderlandi, Niderlandebi)    |                   | ჰოლანდია (Holandia)                                                        |               |
| Gotisch          | 𐌽𐌹𐌸𐌴𐍂𐌰𐌻𐌰𐌽𐌳                                             |                   |                                                                            |               |
| Grieks           |                                                        | Οι Κάτω Χώρες     | Ολλανδία                                                                   |               |
| Hebreeuws        |                                                        | ארצות השפלה       | הולנד                                                                      |               |
| Hongaars         |                                                        |                   | Hollandia                                                                  |               |
| Ido              | Nederlando                                             |                   |                                                                            |               |
| Iers-Gaelisch    |                                                        | An Ísiltír        | An Ollain                                                                  |               |
| IJslands         | Niðurlönd                                              |                   | Holland                                                                    |               |
| Indonesisch      |                                                        |                   | Belanda                                                                    |               |
| Interlingua      | Nederland                                              |                   |                                                                            |               |
| Italiaans        | neerlandese (bnw)                                      | Paesi Bassi       | Olanda                                                                     |               |
| Japans           | Nēderuranto ネーデルラント, Nēderurando ネーデルランド | Teichitai 低地帯  | Oranda オランダ / 阿蘭陀 和蘭陀 / 和蘭, Horanto ホラント, Horando ホランド | Datchi ダッチ |
| Kantonees        |                                                        |                   | 荷蘭                                                                       |               |
| Khmer            | ណេដឺរឡន់ថ៍                                                 |                   | ហូឡង់                                                                        |               |
| Klassiek Chinees | 尼德蘭                                                 |                   |                                                                            |               |
| Koreaans         | 네덜란드 (nedeorlandeu)                                |                   |                                                                            |               |
| Kroatisch        |                                                        | Nizozemska        | Holandsko                                                                  |               |
| Laotiaans        |                                                        |                   | ປະເທດໂຣນລັງ (Patheet Hoonlang)                                              |               |
| Latijn           | Nederlandia                                            |                   |                                                                            |               |
| Limburgs         | Nederland                                              |                   |                                                                            |               |
| Lets             | Nīderlande                                             |                   |                                                                            |               |
| Litouws          |                                                        |                   | Olandija                                                                   |               |
| Luxemburgs       |                                                        |                   | Holland                                                                    |               |
| Macedonisch      |                                                        |                   | Холандија                                                                  |               |
| Maleis           |                                                        |                   | Belanda                                                                    |               |
| Min-Nan          | Kē-tē-kok                                              |                   | Hô-lân                                                                     |               |
| Nahuatl          |                                                        | Ahmotlacpactli    |                                                                            |               |
| Nedersaksisch    | Nedderlannen                                           |                   |                                                                            |               |
| Noors (Bokmål)   | Nederland                                              |                   | Holland                                                                    |               |
| Noors (Nynorsk)  | Nederland                                              |                   | Holland                                                                    |               |
| Oekraïens        | Нідерланди                                             |                   |                                                                            |               |
| Oudengels        | Niðerlandu                                             |                   |                                                                            |               |
| Papiaments       | Hulandes                                               | Tera Frui         | Hulanda                                                                    |               |
| Perzisch         |                                                        |                   | هلند                                                                       |               |
| Pools            | Niderlandy                                             |                   | Holandia                                                                   |               |
| Portugees        | neerlandês (bnw)                                       | Países Baixos     | Holanda                                                                    |               |
| Roemeens         | neerlandezǎ (bnw)                                      | Ţările de Jos     | Olanda                                                                     |               |
| Russisch         | Нидерланды                                             |                   | Голландия                                                                  |               |
| Samisch          |                                                        |                   | Hollánda                                                                   |               |
| Sloveens         |                                                        | Nizozemska        |                                                                            |               |
| Slowaaks         |                                                        |                   | Holandsko                                                                  |               |
| Spaans           | neerlandés (bnw)                                       | Países Bajos      | Holanda                                                                    |               |
| Servisch         |                                                        |                   | Холандија                                                                  |               |
| Tagalog          | Netherlands                                            |                   |                                                                            |               |
| Thai             | ประเทศเนเธอร์แลนด์ (Patheet Neterlaend)                  |                   |                                                                            |               |
| Tsjechisch       |                                                        | Nizozemsko        | Hollandsko                                                                 |               |
| Turks            |                                                        |                   | Hollanda                                                                   |               |
| Vietnamees       |                                                        |                   | Hà Lan                                                                     |               |
| Waals            |                                                        | Bas Payis         | Olande                                                                     |               |
| Waropen          |                                                        |                   | Gharanda                                                                   |               |
| Welsh            |                                                        | Yr Iseldiroedd    |                                                                            |               |
| Zweeds           | Nederländerna                                          |                   | Holland                                                                    |               |

1. 1 2  Dit is een afgeleide van het Germaanse woord voor volk, de benaming Diets
2. ↑  De Spanjaarden denken bij Países Bajos vaak aan Nederland en België samen